# Сергеев, Иван Александрович
Иван Александрович Сергеев (1872, Симбирск — 1919, Караганда, КазАССР) — русский юрист, следователь по важнейшим делам Екатеринбургского окружного суда, собравший главные доказательства расследования обстоятельств гибели царской семьи в 1918—1919 годах.

## Биография
Родился в Симбирске в 1872 году в семье офицера.
В 1890 году окончил местную классическую гимназию, где учился одновременно с Владимиром Ульяновым.
Поступил на юридический факультет Московского университета и окончил курс с отличными оценками.
В 1894 году после его окончания вернулся в Симбирск, где занимал различные должности при окружном суде.
В июле 1898 года был назначен на должность судебного следователя 4-го участка Верхотурского уезда Екатеринбургского суда, затем 5-го участка.
Американские историки Грэг Кинг и Пенни Вильсон в книге «Романовы» (М., 2008) написали об Иване Александровиче: «К началу Первой мировой войны он сумел проявить себя с самой выгодной стороны, и его заслуги перед юриспруденцией были отмечены императорским указом самого Николая II».
Провёл основную часть расследования обстоятельств гибели царской семьи в Екатеринбурге, в ночь с 16-го на 17 июля 1918 года,
По мнению следователя-криминалиста Владимира Соловьёва, работу Сергеева можно считать наиболее объективной.

## Расследование убийства царской семьи
Имя Ивана Александровича Сергеева в истории обусловлено его участием в расследовании дела об убийстве царской семьи в Ипатьевском доме в Екатеринбурге в ночь с 16-го на 17 июля 1918 года. Колчаковские войска взяли город 25 июля, а перед отходом большевики постарались уничтожить как документы жертв, так и их тела.

### Предварительные данные
Первый белый комендант Екатеринбурга полковник Шериховский учредил офицерскую команду, которой было поручено разобраться с находками крестьян в районе Ганиной ямы, куда были вывезены тела убитых после расстрела. Разгребая недавние кострища, местные крестьяне нашли обгорелые вещи, среди которых был крест с драгоценными камнями. 27 июля 1918 года крестьянин Алферов принёс эти находки поручику Андрею Шереметьевскому, скрывавшемуся от красных вблизи деревни Коптяки, и тот сразу доложил о них коменданту.
30 июля команда офицеров во главе с гвардии капитаном Д. А. Малиновским выехала обследовать район Ганиной ямы, взяв с собой первого назначенного Екатеринбургским окружным судом следователя А. Намёткина, нескольких офицеров, лейб-врача наследника Алексея В. Н. Деревенко и камердинера Николая II Т. И. Чемодурова. Комиссия Малиновского осмотрела шахты заброшенного рудника, придя к выводу, что тел там нет, поскольку под слоем воды обнаружился слой льда во всю ширину обеих шахт.
Осмотр кострищ позволил извлечь из них драгоценности, принадлежавшие членам семьи предметы, обрывки одежды, однако ни остатков костей, ни зубов на кострищах обнаружено не было. Вслед за эти была тщательно обследована окружающая местность в границах, оцепленных красными заставами с 17 по 19 июля, однако вся она была в своем естественном, нетронутом виде и не носила ни малейших следов и признаков пребывания людей. Сомнительные места подвергались раскапыванию, но без результата. После этого все члены комиссии единогласно пришли к выводу, что «в районе „Ганиной Ямы“ была симуляция убийства, о чем и было занесено в протокол, подписанный всеми присутствующими».

### Расследование Сергеева
Намёткин произвёл осмотр дома Ипатьева 2, 5, 6, 7, 8 августа. 3 августа он допросил в качестве свидетелей крестьян деревни Коптяки М. Д. Алферова и М. И. Бабинова, а также поручика А. А. Шереметьевского:135. Однако следствие Намёткин вёл довольно вяло, и решением общего собрания Екатеринбургского суда он был освобождён от производства дела.
12 августа 1918 года расследование перенял И. А. Сергеев, который ещё раз осмотрел дом Ипатьева, в том числе впервые и полуподвальную комнату, где была расстреляна царская семья, собрал и описал вещественные доказательства, найденные в «Доме особого назначения» и на руднике.
Осматривая место преступления, Сергеев обнаружил в дымоходе два документа, которые в момент сжигания архива красными были втянуты воздушной струей наверх и уцелели. На одном значилось: «20 июля 1918 года получил Медведев от коменданта дома Юровского десять тысяч восемьсот рублей (10.800). Получил — Медведев». Другой был еще важнее: расписание смен охраны с обозначением всех фамилий сотрудников тюрьмы, дежурств, постов.
Следователь Сергеев занялся поисками Павла Медведева как ценного свидетеля, на которого как на одного из ключевых участников расстрельной команды указывал и другой свидетель, Летемин, у которого Сергеев изъял около 100 предметов, в том числе дневник царевича Алексея.
Медведев в доме Ипатьева командовал внешней охраной, а после казни, когда Яков Юровский и Петр Ермаков уехали прятать трупы, остался в доме для уничтожения следов случившегося. После захвата города белогвардейцами Медведев отступил к Перми, участвовал в боях, попал в плен, бежал, вернулся в Екатеринбург и был опознан.
Медведев рассказал об обстоятельствах расстрела: «Еще прежде чем Юровский пошёл будить царскую семью, в дом Ипатьева приехали из Чрезвычайной комиссии два члена: один, как оказалось впоследствии, — Пётр Ермаков, а другой — неизвестный мне по имени и фамилии, высокого роста, белокурый с маленькими усиками, лет 25-26. На грузовик сели Ермаков и другой член ЧК и увезли трупы. О том, куда скрыты трупы убитых, я знаю только вот что: по выезде из Екатеринбурга я встретил на станции Алапаевск Ермакова и спросил его, куда они увезли трупы. Ермаков объяснил мне, что трупы сбросили в шахту за Верх-Исетским заводом и шахту ту взорвали бомбами, чтобы она засыпалась». Своё личное участие в расстреле он отрицал, но следователь ему не поверил.
Передавая следователю Н. А. Соколову дело, в постановлении от 20 февраля Сергеев отметил: «Надлежит признать, что бывший император Николай II, бывшая императрица Александра Федоровна, наследник цесаревич, великие княжны Ольга, Татьяна, Мария и Анастасия Николаевны убиты одновременно, в одном помещении, многократными выстрелами из револьверов; что тогда же и при тех же обстоятельствах убиты состоявший при царской семье лейб-медик Евгений Сергеевич Боткин, комнатная служанка Анна Демидова и слуги Харитонов и Трупп».
«При выполнении преступления, как это явствует из дела, виновники злодеяния в план своих действий включили тщательное сокрытие тел убитых, чтобы лишить своих врагов возможности устроить „демонстративные похороны“ бывшего Императора и членов его семьи, трудность открытия местонахождения тел может быть преодолена только методическим и планомерным розыском, если не рассчитывать на какую-либо счастливую случайность», — указал Сергеев, и оказался абсолютно прав.

## Расследование в Алапаевске
Наряду с расследованием убийства царской семьи Сергеев вёл и предварительное следствие по факту жестокой расправы в Алапаевске с Великой княгиней Елизаветой Фёдоровной и князьями Константиновичами.